# Lista de reis de Ruanda
A lista de reis de Ruanda está relacionada nesta lista. Os monarcas de Ruanda eram denominados mwami, que eram eleitor por um conselho de aristocratas. Segundo as tradições a monarquia ruandesa data desde Gihanga, um rei semi-mítico que teria fundado a Nação de Ruanda no Século XI. O primeiro rei confirmado pela história foi Kigeli I no Século XIV, passando pela época colonial alemã e posteriormente belga e chegando até a abolição da monarquia em 1961. Apesar da abolição da mesma, os mwami estabeleceram um governo no exílio e chegam até a atualidade com a tradição de ter um rei.
A monarquia Ruandesa teve seus início aproximadamente em 1081 com ascensão do semi-mítico rei Gihanga, chegando até o rei Kigeli V, deposto em 1961 após um golpe de estado. O monarquia já estava tendo um papel quase inteiramente representativo desde a colonização européia, assim como ocorria com os Reis do Burundi. 

## Reis Míticos
- Gihanga
- Kanyarwanda I Gahima I
- Rumeza I
- Yuhi I Musindi
- Rumeza II
- Nyarume
- Rubanda (Lugalbanda)
- Ndahiro I Bamara (Wamala)
- Ndahiro II Ruyange
- Ndahiro III Ndoba
- Ndahiro IV Samembe
- Nsoro I Samukondo
- Nsoro II Byinshi
- Ruganzu I Bwimba
- Cyilima Rugwe

## Reis Tradicionais
Primeira Dinastia
- Kigeli I Mukobanya (1378 - 1418)
- Mibambwe I Sekarongoro I Mutabazi (1418 - 1444)
- Yuhi II Gahima II (1444 - 1477)
- Ndahiro V Cyamatare (1477 - 1510)

Segunda Dinastia
- Ruganzu II Ndoli (1510 - 1543)
- Karemera Rwaka (???? -????)
- Mutara I Nsoro III Semugeshi (???? -????)
- Kigeli II Nyamuheshera (1576–1609)
- Mibamwe II Sekarongoro II Gisanura (1609-1642)
- Yuhi III Mazimpaka (1642-1675)
- Cyilima II Rujugira (1675-1708)
- Kigeli III Ndabarasa (1708–1741)
- Mibambwe III Mutabazi II Sentabyo (1741–1746)
- Yuhi IV Gahindiro (1746-1802)
- Mutara II Rwogera (1802-1853)
- Kigeli IV Rwabugiri (1853-1895)
- Mibambwe IV Rutarindwa (1895 - novembro de 1896)
- Yuhi V Musinga (novembro de 1896 - 12 de novembro de 1931)
- Mutara III Rudahigwa (12 de novembro de 1931 - 25 de julho de 1959)
- Kigeli V Ndahindurwa (28 de julho de 1959 - 28 de janeiro de 1961)

## Reis Titulares
- Kigeli V Ndahindurwa (28 de janeiro de 1961 - 29 de junho de 2016)
- Yuhi VI (9 de janeiro de 2017 - Presente)